# Acid silicic
Axit silicic là một hợp chất hóa học. Axit silicic là tên chung cho một họ các hợp chất hóa học chứa silic nguyên tử gắn với oxit và các nhóm hydroxyl. Các hợp chất của nhóm này có công thức chung [SiOx(OH)4-2x]n. Một số axit silicic đơn giản đã được xác định, nhưng chỉ trong dung dịch nước rất loãng, chẳng hạn như axit metasilicic (H2SiO3), axit octosilicic (H4SiO4, pKa1 = 9,84, pKa2 = 13,2 ở 25 °C), axit đisilicic (H2Si2O5), và axit pyrosilicic (H6Si2O7); tuy nhiên trong trạng thái rắn chúng có thể ngưng tụ để hình thành các axit silicic polyme có cấu trúc phức tạp.

## Phản ứng hóa học
Nói chung, phản ứng của axit silicic rất khó kiểm soát. Ví dụ, việc mất nước một phần đối với axit metasilicic là thách thức vì phản ứng thường dẫn tới tạo thành silic dioxide (SiO2) và nước.

### Các phản ứng axit-base
Giống như các silanol khác, axit silicic là một axit yếu. Nó có thể bị khử proton trong dung dịch, silicat base tiếp hợp được biết đến.

## Sản xuất
Axit silicic được Jöns Jacob Berzelius phát hiện trong thời gian khoảng từ năm 1810 tới năm 1836 khi nghiên cứu silic sinh ra trong các thí nghiệm của ông. Tuy nhiên, ông đã không nhận ra nó là khác biệt với silic dioxide.

### Hydrat hóa
Axit silicic nguồn gốc tự nhiên được tạo ra nhờ một quá trình phi sinh học gọi là hydrat hóa với sự tham gia của nước, thạch anh, các chất phổ biến trên Trái Đất. Phản ứng tạo ra axit silicic từ thạch anh và nước có thể viết như sau:
 +  → .
Nếu sản phẩm nằm trong không khí thì sản phẩm khô được hình thành.

### Tổng hợp
Axit silicic có thể được tạo ra từ axit hóa natri silicat trong dung dịch nước. Vấn đề chính trong sử dụng các axit silicic trong tổng hợp hóa học là ở chỗ các axit rất dễ mất nước để tạo ra silica gel polyme ngẫu nhiên, một dạng của silic dioxide. Chuyển hóa như vậy kéo theo các ngưng tụ.

## Axit silicic đại dương

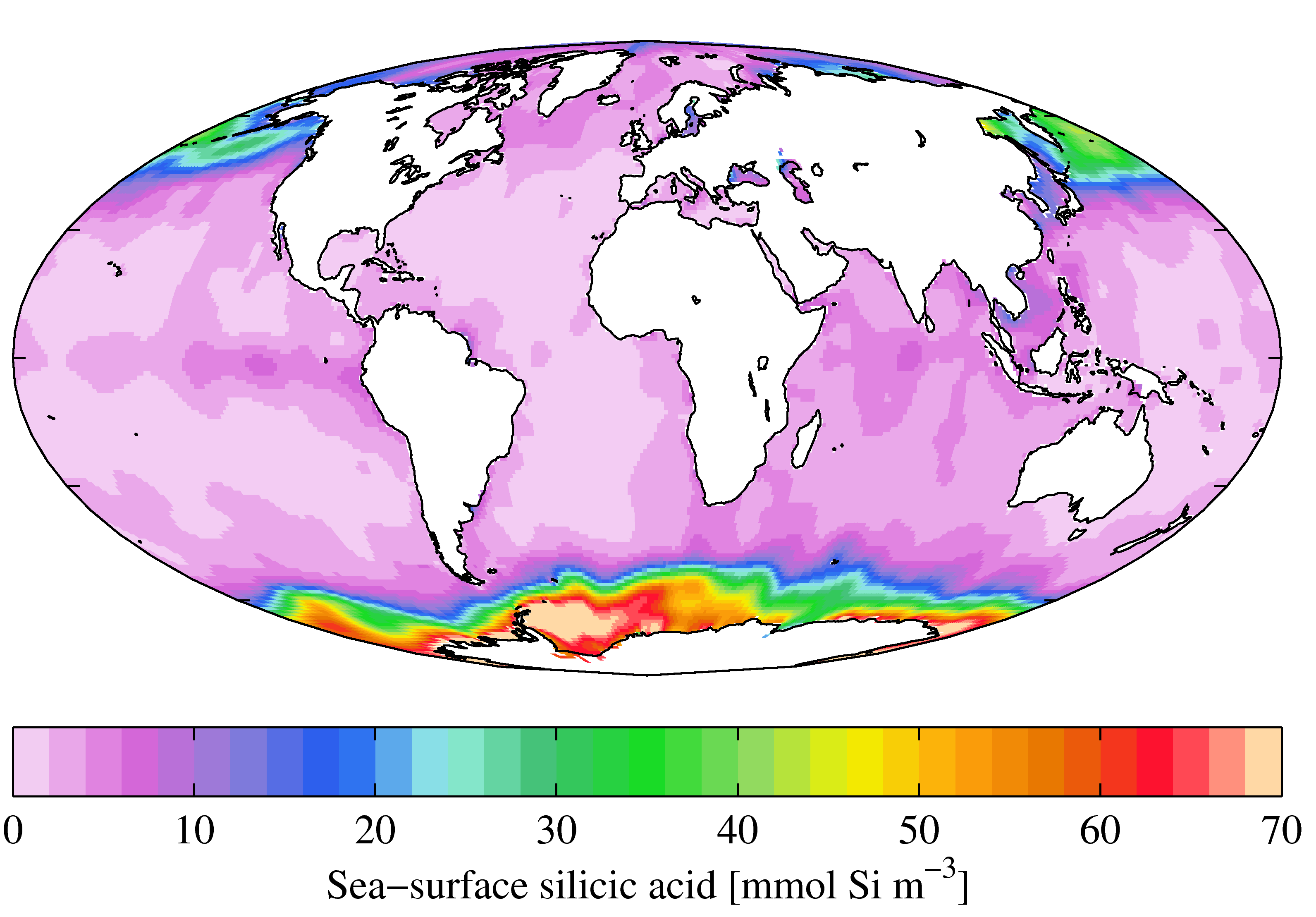
Nồng độ axit silicic năm 2009 trong vùng nước mặt biển khơi.

Silica hòa tan (DSi, từ tiếng Anh dissolved silica) là thuật ngữ được sử dụng trong lĩnh vực hải dương học để miêu tả dạng silica hòa tan trong nước như là silic hydroxide có thể đo bằng các phân tích tiêu chuẩn (như Strickland & Parsons, 1972). Tuy nhiên, thuật ngữ silica hòa tan loại trừ silicat xuất hiện dưới dạng các khoáng vật silicat, là một lớp khoáng vật tạo thành các vòng, tấm, chuỗi và các khối tứ diện. Tương tự, thuật ngữ silica hòa tan là khác biệt với thuật ngữ silicon, là các polyme hữu cơ của silic. Tồn tại ba loại DSi khác biệt trong nước tự nhiên:
- SiO2(OH)22−
- SiO(OH)3−
- Si(OH)4

DSi (trong ngữ cảnh này là axit silicic) được tạo ra gần bề mặt đại dương bởi quá trình hydrat hóa. Nó được đưa tới đới biển thẳm bởi nước chảy xuống tại các địa cực. Sự tích tụ không kiểm soát của axit silicic trong đại dương được kiềm chế tự nhiên – mặc dù tác động của con người có thể đảo lộn sự điều chỉnh tự nhiên này. Nó được loại bỏ chủ yếu bởi sự chuyển hóa thành silic dioxide và nước. Trong các đại dương, silic tồn tại chủ yếu dưới dạng axit octosilicic (H4SiO4), và chu trình sinh địa hóa của nó được điều chỉnh bởi một nhóm tảo được biết đến như là tảo cát. Các loại tảo này polyme hóa axit silicic thành cái gọi là silica nguồn gốc sinh học, được sử dụng để xây dựng các vách tế bào của chúng (gọi là vỏ tảo cát).
Các loại tảo cát đại dương vận chuyển Si(OH)4.
Trong các cột nước cao nhất thì bề mặt đại dương là chưa bão hòa về DSi, ngoại trừ Hải lưu vòng Nam Cực ở phía nam vĩ độ 55° nam.
DSi được tái sinh với sự tăng lên của độ sâu nước, và các giá trị DSi tăng lên dọc theo dải nước từ Đại Tây Dương vòng qua Ấn Độ Dương tới Thái Bình Dương.

## Nghiên cứu sinh học
Nghiên cứu về mối tương quan của nhôm và bệnh Alzheimer đã kết luận về khả năng của axit silicic trong bia làm giảm sự hấp thu nhôm trong hệ tiêu hóa cũng như làm tăng sự bài tiết nhôm theo đường thận.
Axit octosilicic được ổn định bằng choline (ch-OSA) là một loại thực phẩm chức năng. Nó được chỉ ra là có tác dụng ngăn ngừa mất sức chịu đứt gãy của tóc, có tác động tích cực tới bề mặt da và các tính chất cơ học của da, và tới tính dễ gãy của tóc và móng tay/chân, làm giảm triệu chứng móng tay chân giòn, ngăn ngừa phần nào sự mất xương đùi ở các mô hình chuột cắt buồng trứng có tuổi, gia tăng nồng độ collagen ở bắp chân, và có lợi ích tiềm tàng đối với sự hình thành collagen xương ở phụ nữ thiếu xương.